# Lithocarpus pseudomoluccus
Lithocarpus pseudomoluccus är en bokväxtart som först beskrevs av Carl Ludwig von Blume, och fick sitt nu gällande namn av Alfred Rehder. Lithocarpus pseudomoluccus ingår i släktet Lithocarpus och familjen bokväxter. Inga underarter finns listade.